# Mutsu (schip, 1921)
De Mutsu (Japans: 陸奥) was het tweede en eveneens laatste slagschip in de Nagato-klasse gebouwd voor de keizerlijke Japanse vloot aan het einde van de Eerste Wereldoorlog. Het was vernoemd naar de gelijknamige Japanse provincie.
In 1923 heeft het schip hulpgoederen vervoerd voor de slachtoffers van de Grote Kanto aardbeving. Gedurende de periode tussen 1934 en 1936 is het gemoderniseerd met verbeteringen aan bepantsering en machinerie, ook werd de brug herbouwd in de pagodemast stijl.
De Mutsu heeft het grootste deel van de oorlog op de Stille Oceaan doorgebracht in training en heeft enkel deelgenomen aan de slag bij Midway en de slag bij de oostelijke Solomon eilanden. In begin 1943 keerde het terug naar Japan. Juni 1943 ontplofte het achterste magazijn. Dit zorgde voor het zinken van de Mutsu samen met het verlies van 1121 bemanningsleden en bezoekers. Het merendeel van het wrak werd na de oorlog gesloopt, maar een klein deel ligt nog steeds op de originele locatie.

## Beschrijving

### Dimensies
De Mutsu had een lengte van 201,17 meter tussen de loodlijnen en 215,8 meter in totaal. Het was 28,96 meter breed en had een diepgang van 9 meter. De verplaatsing bedroeg 32720 ton in standaard laadcondities en 39116 ton volledig geladen. Het aantal bemanningsleden bedroeg 1333 personen na constructie,  in 1942 waren het 1475 personen. De verbeteringen zorgden ervoor dat de totale lengte toenam tot 224,94 meter, de breedte tot 34,6 meter en de diepgang tot 9,49 meter.

### Aandrijving
Dit slagschip was uitgerust met vier Gihon stoomturbines die elk een eigen propeller aandreven. Deze turbines werkten op stoom geleverd door 21 Kampon boilers en konden elk 80.000 bhp leveren op de as. Hiermee heeft het bij zeeproeven een snelheid gehaald van 26,7 knopen, 0,2 knopen meer dan de ontwerpsnelheid.

### Bewapening
Het schip was uitgerust met acht 41 centimeter kanonnen als hoofdgeschut. Deze waren in paren gemonteerd in 4 torens, 2 vooraan en 2 achteraan en hadden een vuursnelheid van ongeveer twee schoten per minuut. Het secundair geschut bestond uit twintig 14 centimeter kanonnen gemonteerd langs de zijde en op de opbouw van het schip. Voorts nog vier 8-centimeter kanonnen die dienden als luchtafweergeschut. Verder had men de beschikking over acht torpedo lanceer buizen met een diameter van 533 millimeter, vier aan elke zijde. Deze uitrusting (zeker het luchtafweergeschut) is door de jaren heen onderhevig geweest aan verschillende aanpassingen.

## Verlies
Op acht juni 1943 lag de Mutsu aangemeerd in Hashirajima. Om 12:13 uur explodeerde het magazijn van de nummer drie toren. Deze ontploffing zorgde ervoor dat het schip in twee delen brak. Het voorschip kapseisde en zonk zo goed als direct. Het achterschip kantelde omhoog en bleef nog even drijven alvorens een beetje zuidelijker ook te zinken. Schepen in de nabijheid konden 353 opvarenden redden, er vielen 1121 doden. Na de ontploffing begon de Marine onmiddellijk te zoeken naar geallieerde onderzeeërs maar kon deze niet vinden. Op het moment van de explosie bevonden zich een aantal brandgranaten van het type Sanshikidan die al eerder voor een brand in het Sagami arsenaal hadden gezorgd. Daardoor werd alle munitie van dit type van de schepen verwijderd gedurende het onderzoek. Het onderzoek concludeerde dat het incident te wijten was aan een ontevreden en suïcidaal bemanningslid, tewerkgesteld in de nummer drie toren. Andere theorieën die geopperd werden maar uiteindelijk toch afgevoerd zijn, waren sabotage door de geallieerden, een duikbootaanval en spontane ontploffing van een Sanshikidan granaat.
Een andere theorie geopperd, door historicus Mike Williams, stelt dat een brand naast het magazijn van de nummer drie toren de temperatuur daar zodanig heeft verhoogd dat de munitie tot ontploffing is kunnen komen.